# Bolitoglossa sooyorum
Bolitoglossa sooyorum är en groddjursart som beskrevs av Vial 1963. Bolitoglossa sooyorum ingår i släktet Bolitoglossa och familjen lunglösa salamandrar. IUCN kategoriserar arten globalt som starkt hotad. Inga underarter finns listade.